# Feuersteinmine Le Grand-Pressigny

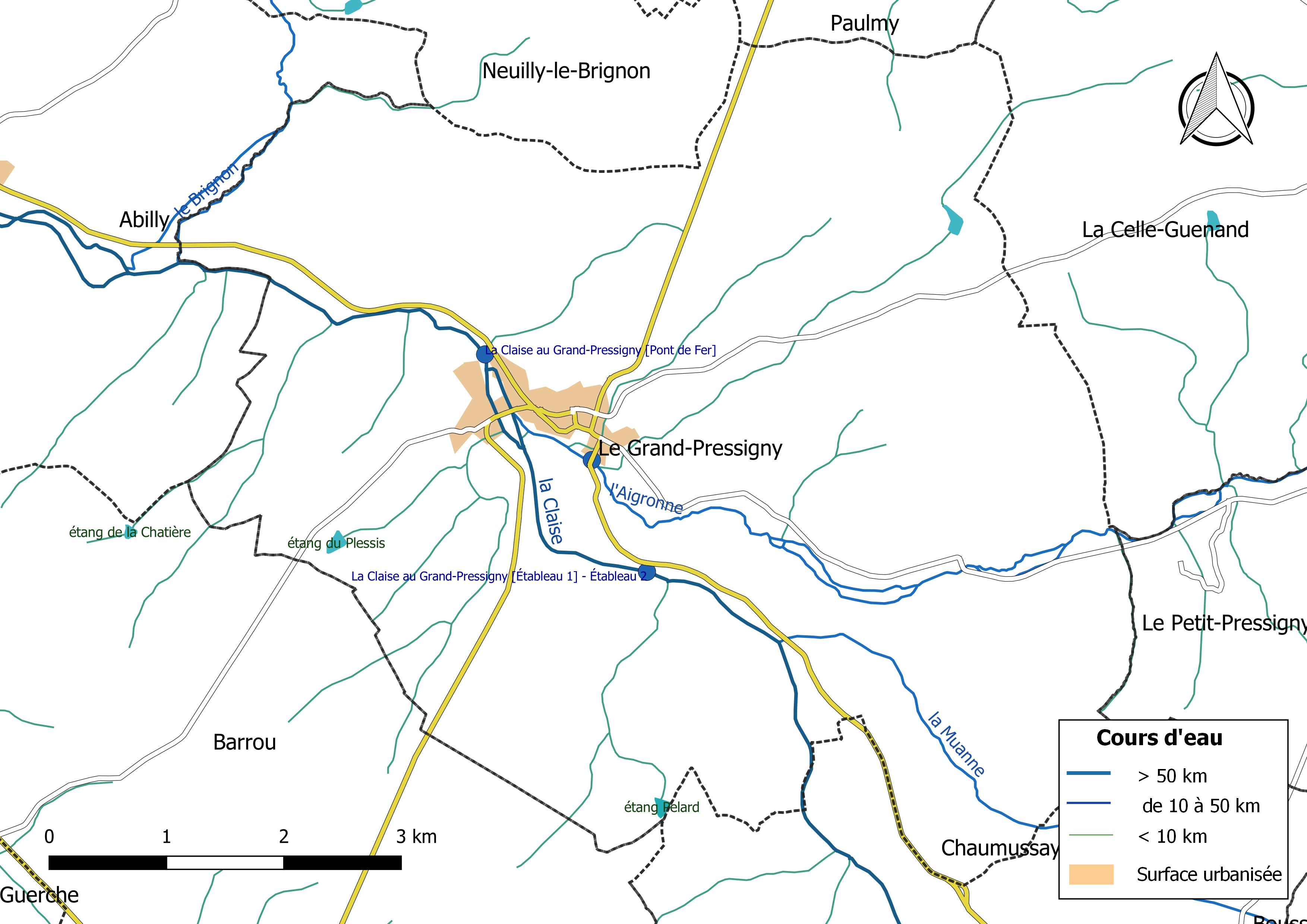
Lage

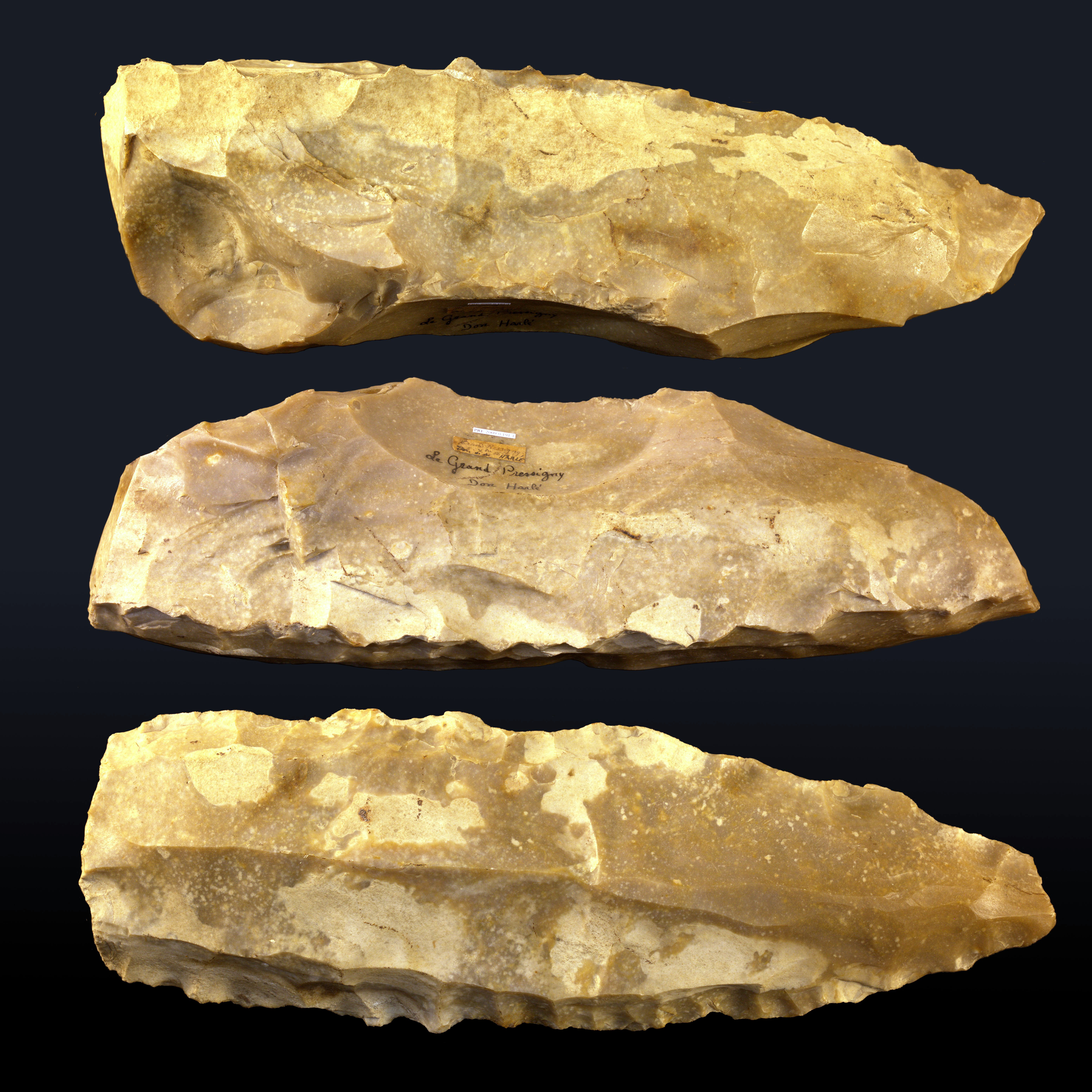
„Butterpfunde“ aus Le-Grand-Pressigny

Die Feuersteinmine Le Grand-Pressigny in der Gemeinde Le Grand-Pressigny im Département Indre-et-Loire in Frankreich ist die Abbaustätte eines charakteristischen Feuersteins (als Pressignian bekannt) zur Erzeugung vorzeitlicher Steingeräte. Der bergmännisch gewonnene Feuerstein von Le Grand-Pressigny (Feuersteinbergwerk) war von besonderer Qualität und zur Zeit der Glockenbecherkultur (2500–2000 v. Chr.) begehrt.
Die als so genannte „Livre de beurre“ (Butterpfunde) bekannten gelben Kerne erlaubten die Fabrikation besonders langer Klingen und Dolche, die in Belgien, der Bretagne, Deutschland, den Niederlanden und der Schweiz gefunden wurden. Neben den „Livres de beurre“ gibt es Kernsteine („modele court et large“), die sich durch ihre rundliche Form von den langen, schmalen Großklingen absetzen.

## Technik
Reste von Bulbusregionen, Ventral- und Schlagflächen deuten auf direkt und hart geschlagene Abschläge, wie sie bei der Erstpräparation der fladenförmigen Feuersteinknollen anfallen. Eine Verwendung von Trümmerstücken ist ebenfalls belegt. Die Länge der Kernsteine liegt zwischen 12,0 und 16,5 cm, mit 10,5–20 cm Breite und 2,8–6,0 cm Dicke. Die Grundform lässt die Herstellung dolchartiger Geräte nicht zu, sondern liefert kurze, breite Klingen bzw. klingenförmige Abschläge. Klingenförmige Abschläge mit halbrunden, retuschierten Enden werden als Sägen (Sägeklinge) und Allzweckmesser gedeutet. Letzteres wird durch zahlreiche Funde geschäfteter Exemplare gestützt, deren Griffe Bohrungen zum Fixieren einer Schnur aufweisen, die offenbar am Gürtel befestigt wurde.